# Srečo
Srečo je moško osebno ime.

## Izvor imena
Ime Srečo je različica moškega osebnega imena Srečko.

## Pogostost imena
Po podatkih Statističnega urada Republike Slovenije je bilo na dan 31. decembra 2007 v Sloveniji število moških oseb z imenom Srečo: 44.

## Osebni praznik
Osebe z imenom Srečo lahko godujejo tkrat kot osebe z imenom Srečko.